# 1818 Брамс
1818 Брамс (1818 Brahms) — астероїд головного поясу, відкритий 15 серпня 1939 року.
Тіссеранів параметр щодо Юпітера — 3,672.